# 440-е годы до н. э.

## События
- 440[1] — Консулы Прокул Геганий Мацерин и Тит Менений Ланат (по Т. Ливию: Луций М. Л.). Эдил Луций Минуций.
- 440 — Капуя захвачена сабеллами.
- 440 — Подавление восстания сикелов на Сицилии.
- 440/39 — Афинский архонт-эпоним Морихид.
- 440 — Мятеж на Самосе против Афин.
- 440 — Договор Афин и Леонтин.
- Ок. 440 — Строительство Одеона в Афинах.

- 441[2] — Консулы Гай Фурий Пакул Фуз и Маний Папирий Красс (по Т. Ливию: Марк П. К.). Плебейский трибун Петелий.
- 441/0 — Афинский архонт-эпоним Тимокл.
- 442/1 — «Антигона» Софокла.
- 441 Еврипид впервые побеждает на театральных состязаниях.
- 442[3] — Консулы Марк Фабий Вибулан и Постум Эбуций Гельва Корницин. Триумвиры для поселения в Ардее Агриппа Менений, Тит Клуилий Сикул, Марк Эбуций Гельва (остались в Ардее).
- 442 — Римляне покорили рутулов, их город Ардея превращён в латинскую колонию.
- 442/1 — Афинский архонт-эпоним Диофил.
- 442 Произошло последнее извержение вулкана Попа.

- 443 — Консулы Марк Геганий Мацерин (2-й раз) и Тит Квинкций Капитолин Барбат (5-й раз)[4]. Цензоры Луций Папирий и Луций Семпроний.
- — Учреждение в Риме должности цензоров.
- — Из полномочий консула были изъяты функции производства ценза и контроля за составом общины.
- — Триумф Марка Гегания за победу над вольсками.
- — Афиняне выводят колонию Фурии на южное побережье Италии.
- — Перикл предлагает созвать общеэллинский конгресс для принятия совместных мер по восстановлению разрушенных персами храмов и обеспечению безопасного морского плавания. Предложение отклонено Спартой.
- — Остракизм Фукидида, сына Мелесия, главы афинских олигархов.
- — Конец 1-го года 84-й Олимпиады (весна). Основание общегреческой колонии в Фуриях.
- — В Фуриях поселился Геродот.
- 443/442 — Афинский архонт-эпоним Лисаний.

- 444 — Военные трибуны с консульской властью Авл Семпроний Атратин, Тит Атилий Луск[5] и Тит Клелий Сикул[6]. Через 3 месяца сложили полномочия. Затем интеррекс Тит Квинкций Барбат. Консулы-суффекты Луций Папирий Мугилан и Луций Семпроний Атратин.
- — В Риме введены должности военных трибунов с консульской властью (tribuni militum consulari potestate), избираемых в центуриях.
- — Демократический переворот в Акраганте под руководством философа Эмпедокла.
- 444/443 — афинский архонт-эпоним Пракситель.
- 444/443-429 — Перикл (сын Ксантиппа; мать Перикла была родственницей Клисфена) (490—429) ежегодно избирался стратегом Афин. Союз с сицилийскими городами.

- 445 — Консулы Марк Генуций Авгурин и Гай Курций Филон. Плебейский трибун Гай Канулей[7].
- — В Риме отменено запрещение браков между патрициями и плебеями (закон трибуна Канулея). Дети следовали состоянию отца.
- — Мир между Афинами и Спартой на 30 лет. За афинянами остаются Эгина и Навпакт. Спарта признаёт Афинский союз.
- — Перикл развёлся с первой женой и женился на Аспазии (около 470—410).
- — Восстановление стен вокруг Иерусалима Неемией.
- 445/444 — Афинский архонт-эпоним Лисимахид.

- 446[8] — Консулы Тит Квинкций Капитолин Барбат (4-й раз) и Агриппа Фурий Фуз. Легаты Сп. Постумий Альб и Сервий Сульпиций (по Т. Ливию: Публий С.).
- 446/5 — Афинский архонт-эпоним Каллимах.
- 446 — Закон об ограничении права гражданства в Афинах.
- 446 — Плистоанакт привёл армию пелопоннесцев к Элевсину. Перикл подкупил эфора Клеандрида и уговорил его увести войско из Аттики. Спартанцы разгневались и приговорили царя к штрафу, который он не мог уплатить и поселился на горе Ликей на границе Лаконики и Аркадии. Клеандрид бежал из Спарты и был приговорён к смерти.
- 446 — Мегары вновь входят в Пелопоннесский союз, сблизившись с Коринфом.
- 446 — Победа афинян в районе Мегариды. Подавление восстания на Эвбее.
- 446 — Пиндар. Пиф.8 (Алкмеон) — Аристомену Эгинскому, Нем. 11 (?) — Аристагору Тенедосскому (сколий).
- 446 — Впервые появились достоверные сведения о Комете Галлея.
- 446/445 — Подписан «30-летний мир» между Афинами и Спартой[9].

- 447[10] — Консулы Марк Геганий Мацерин и Гай Юлий Юлл.
- 447 — У консулов отнято заведование общинной казной. Учреждение квесторов.
- 447/6 — Афинский архонт-эпоним Тимархид.
- 447 — Аристократическая партия завладела Херонеей и Орхоменом. Афиняне во главе с Толмидом вступили в Беотию и захватили Херонею, но на обратном пути разбиты около Коронеи. Афины теряют гегемонию над Беотией, в её городах восстановлена олигархия. Восстановление Беотийской лиги.
- 447 — Приезд в Афины Геродота.
- 447—437 — Строительство Парфенона в Афинах Иктином, Калликратом и Фидием.

- 448 — Консулы: Тит Герминий Коритинезан[11] и Тит Вергиний Целиомонтан; народные трибуны: Авл Атерний, Луций Требоний Аспер и Спурий Тарпей Монтан Капитолин[12][13][14][15].
- 448/7 — Афинский архонт-эпоним Филиск.
- Ок.448-446 — В Египте против Артаксеркса восстаёт знатный перс Багабухша. Восстание подавлено. Багабухша погиб. Его сын Зопир бежит в Грецию.

- 449[16] — В майские иды децемвиры отказываются сложить свои полномочия.
- 449, август — Афинский архонт-эпоним Педий.
- 449 (451) — Волнения в Риме. Процесс Вергинии. Децемвиры слагают полномочия. Выборы плебейских трибунов и консулов.
- 449[17] — Консулы Луций Валерий Потит и Марк Гораций Барбат. Плебейские трибуны Луций Вергиний, Луций Ицилий, Публий Нумиторий, Гай Сициний, Марк Дуиллий, Марк Титиний, Марк Помпоний, Гай Апроний, Аппий Виллий, Гай Оппий.
- 449 — Арест Клавдия Красса. Введение в Риме трибутных комиций и плебисцитов. Закон Валерия и Горация (448) о подтверждении неприкосновенности народных трибунов, допущении трибунских комиций к законодательной власти. На всеобщее обозрение выставлены 12 таблиц. Процесс над Апп. Клавдием, затем Сп. Оппием. Они покончили с собой, не дожидаясь суда. Осуждён и изгнан М. Клавдий. Остальные децемвиры отправились в изгнание.
- 449 — Победа Л. Валерия над эквами и вольсками, М. Горация над сабинянами. Сенаторы отказали консулам в триумфе, триумф присуждён народным собранием.
- 449 — Около города Саламин на Кипре афинский флот разбил флот финикиян, киликийцев и киприотов, а затем десант разбил персидское войско на суше. Заключение Каллиева мира — окончание греко-персидских войн (начались в 500). Персы признают независимость греческих городов Малой Азии. Перикл предлагает созвать общегреческий конгресс. Спарта отказывается принять в нём участие. Возобновление военных действий, которые идут с переменным успехом.
- 449 — Смерть Кимона (504—449) (ок. 510 — ок. 450).

## Родились
- 447 год до н. э.
  - Агатон (ум. 401 год до н. э.) — афинский трагик.
- 446 год до н. э.
  - Аристофан — Древнегреческий комедиограф, «отец комедии»[9].
  - Марк Фурий Камилл — древнеримский полководец и политический деятель[9].
  - Евполид (ум. 411 год до н. э.) — древнегреческий (древнеаттический) драматург, автор комедий в древнеаттическом стиле.
- 445 год до н. э.
  - Гай Юлий Юл (ум. 392 год до н. э.) — древнеримский политический деятель из патрицианского рода Юлиев, военный трибун с консульской властью 408 и 405 годов до н. э.
  - Лисий (ум. 380 год до н. э.) — афинский оратор, логограф.
  - Тиссаферн (ум. 395 год до н. э.) — шурин и советник Артаксеркса II, персидский сатрап Лидии.
- 444 год до н. э.
  - Антисфен (ум. 370/360 до н. э.) — древнегреческий философ, родоначальник и главный теоретик кинизма, одной из самых знаменитых сократических школ.

## Скончались
- 443 год до н. э.
  - Пиндар — древнегреческий поэт[9].